# Epicausis
Epicausis là một chi bướm đêm thuộc họ Noctuidae.